# II. Lajos badeni nagyherceg
II. Lajos badeni nagyherceg (németül: Großherzog Ludwig II. von Baden; Karlsruhe, 1824. augusztus 25. – Karlsruhe, 1858. január 22.) 1852–1856 között Baden nagyhercege.

## Élete
Lajos herceg 1824 augusztusában született Lipót badeni nagyherceg és Zsófia Vilma svéd királyi hercegnő harmadik gyermekeként, illetve második fiaként. Egyetlen bátyja, akit ugyancsak Lajos névre kereszteltek, még az ő világra jövetele előtt elhunyt; ily módon Lajos herceg születésétől fogva a badeni trón várományosa volt.
1852. április 24-én, Lipót nagyherceg halála után II. Lajosként lépett trónra. Mivel szellemileg fogyatékosnak nyilvánították, a tényleges hatalom nem az ő, hanem öccse és egyben régense, Frigyes herceg kezében nyugodott. 1856-ban II. Lajost lemondatták a trónról öccse javára, aki I. Frigyes nagyhercegként folytatta uralkodását; a leköszönt nagyherceget pedig a badeni főváros díszpolgárává avatták. Maga II. Lajos nagyherceg két évvel később, 1858. január 22-én harminchárom éves korában hunyt el.

## Fordítás
- Ez a szócikk részben vagy egészben a Ludwig II. (Baden) című német Wikipédia-szócikk ezen változatának fordításán alapul.  Az eredeti cikk szerkesztőit annak laptörténete sorolja fel. Ez a jelzés csupán a megfogalmazás eredetét és a szerzői jogokat jelzi, nem szolgál a cikkben szereplő információk forrásmegjelöléseként.